# Wybory parlamentarne w Argentynie w 2013 roku

Logo Frontu na rzecz Zwycięstwa

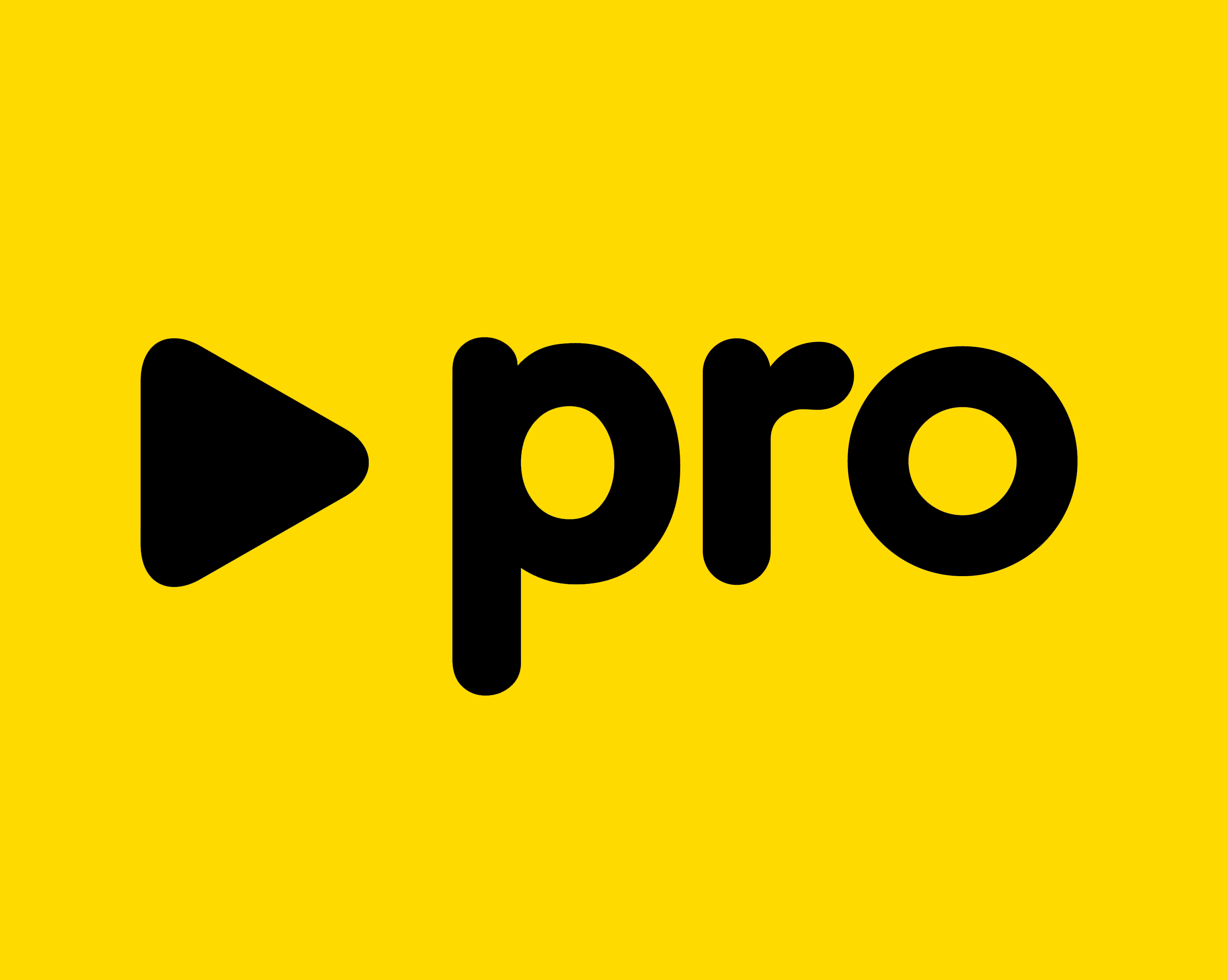
Logo Propuesta Republicana

Logo Unión Cívica Radical

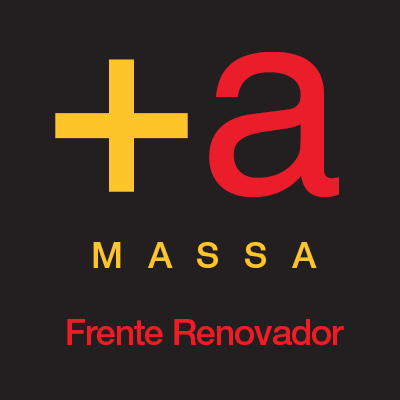
Logo Frente Renovador

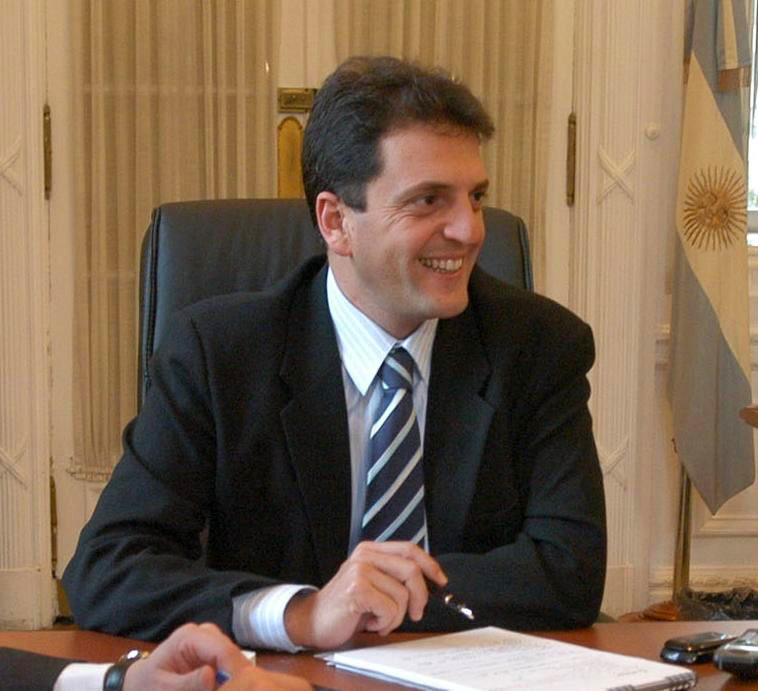
Sergio Massa, lider Frente Renovador

Wybory parlamentarne w Argentynie w 2013 roku zostały przeprowadzone 27 października w celu obsadzenia połowy miejsc (łącznie 127) w Izbie Deputowanych na kadencję 2013–2017 oraz jednej trzeciej miejsc (łącznie 24) w Senacie na kadencję 2013-2019.
Wybory październikowe poprzedzone zostały prawyborami określanymi akronimem PASO, odnoszącym się do rządzących nimi zasad (wybory wstępne, otwarte, równoczesne i obowiązkowe; hiszp. elecciones primarias, abiertas, simultáneas y obligatorias). Prawybory te odbyły się 11 sierpnia 2013 i służyły wyłonieniu list wyborczych uprawnionych do uczestnictwa w wyborach właściwych. Podobnie jak w 2011, gdy instytucję prawyborów parlamentarnych zastosowano po raz pierwszy, każda propozycja listy wyborczej musiała zdobyć uprzednio co najmniej 1,5% głosów na poziomie odpowiedniego okręgu wyborczego, by móc uczestniczyć w walce o mandaty.
Deputowanych izby niższej wybierano we wszystkich prowincjach Argentyny. Wybory senatorów przeprowadzono zaś w 2013 tylko w prowincjach Chaco, Entre Ríos, Neuquén, Río Negro, Salta, Santiago del Estero, Ziemia Ognista oraz w mieście autonomicznym Buenos Aires.
W trakcie wyborów zastosowano po raz pierwszy przepisy uchwalonej w 2012 nowelizacji prawa wyborczego, która wprowadzała innowacyjną zasadę przyznającą czynne prawo wyborcze obywatelom w wieku od 16 do 18 lat. Skorzystanie z tego prawa miało charakter nieobowiązkowy (w odróżnieniu od zasad obowiązujących pozostałych obywateli, dla których ustawodawstwo Argentyny przewiduje głosowanie przymusowe) i było możliwe po wcześniejszym zgłoszeniu się do rejestru wyborców. Opisywane zmiany prawne sprawiły, iż liczba potencjalnych wyborców wzrosła w porównaniu do poprzednich rozwiązań o 4,5% (nowym prawem objęto ok. 1,2 mln obywateli). Ostatecznie w rejestrach wyborczych znalazło się ok. 600 tys. nowych wyborców z grupy wiekowej od 16 do 18 lat.
Innowacją w trakcie wyborów w 2013 była również rezygnacja z tradycyjnej pieczątki w dowodzie tożsamości wyborcy, potwierdzającej wypełnienie obowiązku głosowania. Odnotowanie realizacji obowiązku wyborczego następowało dzięki wprowadzeniu specjalnych kart do głosowania z indywidualnym numerem i kodem paskowym.

## Rezultaty
Front na rzecz Zwycięstwa (lewicowi peroniści, określani także jako kirchneryści) wraz ze swoimi sojusznikami zachował większość w obu izbach parlamentu. W wyborach do Izby Deputowanych kirchneryści zdobyli 33,27% głosów oraz 47 ze 127 będących do obsadzenia miejsc w izbie niższej. Pozostali peroniści (głównie z Frente Renovador) zdobyli 24,75% głosów i 26 miejsc w Izbie Deputowanych.
Koalicja Frente Renovador (centroprawicowi peroniści) uzyskała niemal połowę głosów w najludniejszej w kraju prowincji Buenos Aires, poprawiając rezultat z prawyborów dwukrotnie. W samym mieście Buenos Aires zdecydowane zwycięstwo odniosła koalicja Propuesta Republicana (Propozycja Republikańska) Mauricio Macriego.

### Partie, które uzyskały więcej niż dwa mandaty w Izbie Deputowanych
| Nazwa partii                                                                  | Zdobytych mandatów |
| ----------------------------------------------------------------------------- | ------------------ |
| Front na rzecz Zwycięstwa (Frente para la Victoria)                           | 40                 |
| Frente Renovador                                                              | 16                 |
| Frente progresista Cívico y Social                                            | 9                  |
| Unión Cívica Radical                                                          | 8                  |
| Propuesta Republicana                                                         | 6                  |
| UNEN                                                                          | 5                  |
| Alianza Unión por Córdoba                                                     | 3                  |
| Unión Pro Santa Fe Federal                                                    | 3                  |
| Źródło: Elecciones 2013: resultados por provincia, por municipio y por barrio |                    |

### Partie i koalicje, które uzyskały mandaty w Senacie
| Nazwa partii                         | Zdobytych mandatów |
| ------------------------------------ | ------------------ |
| Front na rzecz Zwycięstwa            | 11                 |
| Propuesta Republicana                | 2                  |
| Movimiento Popular Neuquino          | 2                  |
| Frente Cívico por Santiago           | 2                  |
| UNEN                                 | 1                  |
| Unión por Chaco                      | 1                  |
| Unión por Entre Ríos                 | 1                  |
| Frente Popular Salteño               | 1                  |
| Frente Popular                       | 1                  |
| Alianza Frente Progresista           | 1                  |
| Movimiento Popular Fueguino          | 1                  |
| Źródło: Dirección Nacional Electoral |                    |